# コートジボワール ラジオ・テレビ局
Radiodiffusion-Télévision Ivoirienne（RTI）は、コートジボワールの公営ラジオおよびテレビ局。テレビとラジオのライセンス、広告、税金により運営している。

## ラジオ放送
- Radio Côte d'Ivoire : ニュースと総合番組
- Fréquence 2 : 一般娯楽番組

## TV放送
- RTI 1 : 総合番組
- RTI 2 : 最大の都市アビジャン地区の放送
- La 3  : 音楽スポーツを放送[1]

## 日本との関係
- ODA

2015年番組制作機材の整備およびテレビ番組ソフトの整備を実施